# 亢姓
亢姓是中文姓氏之一，在明朝《百家姓续编》中排第465位。在现代是极罕见的姓氏。

## 起源
亢姓有两种来源：
1. 以地名为姓氏。战国时齐国有个地方叫做亢父，当时居民中有人以地名为姓氏。
2. 由伉姓而改。根据《风俗通义》的记载，亢、抗、杭、和伉氏同源是属于春秋时卫国三伉大夫之后。亢氏也写作伉和抗氏。

## 郡望
- 太原郡：战国时秦国置，今山西太原市一带。

## 外部連結
[在维基数据编辑]
 《百家姓》
 《欽定古今圖書集成·明倫彙編·氏族典·亢姓部》，出自陈梦雷《古今圖書集成》